# بمب تزار
بمب تزار (به روسی: Царь-бомба)، یک نوع بمب هیدروژنی هوایی و قوی‌ترین بمب اتمی آزمایش شده در تاریخ بشر است. این سلاح به نام‌ Kuz`kina Mat`(به روسی: Кузькина мать)و الفبا شماره‌ای AN602 نیز شناخته شده‌است.
بمب تزار در اتحاد جماهیر شوروی سوسیالیستی توسط گروهی از فیزیکدانان هسته‌ای به رهبری ایگور کورچاتوف، عضو انجمن علمی آکادمی علوم اتحاد جماهیر شوروی توسعه یافت. از نظر تئوری اگر بمب شامل لایه تمپر  اورانیوم-۲۳۸ باشد، بازدهی آن بیش از ۱۰۰ مگاتن تی‌ان‌تی بود. اما در فاز عملیاتی به جهت کاهش ریزش ذرات رادیواکتیو، کم کردن تشعشعات و همچنین برای ایجاد زمان کافی از بمب‌افکن, از لایه تمپر سرب استفاده گردید. این عملکرد یکی از موفق‌ترین تلاش‌ها برای کاهش ذرات رادیواکتیو بود. این بمب یکی از پاک‌ترین بمب‌های هسته‌ای از نظر ذرات خطرناک رادیواکتیو می‌باشد که تاکنون ساخته شده‌است. تنها یک بمب از این نوع ساخته و در تاریخ ۳۰ اکتبر سال ۱۹۶۱ در مجمع‌الجزایر نوایا زملیا در نزدیکی قطب شمال و در نزدیکی‌ کشورهای سوئد و فنلاند آزمایش شد. امواج حاصل از آن انفجار, سه بار دور زمین را طی کرد و در فنلاند شیشه خانه‌ها را شکست. موجودات زنده تا شعاع ۱۰۰ کیلومتری محل انفجار تبدیل به خاکستر شدند.  خوشبختانه برگشت موج انفجار, شعله‌های تخریبی به سمت زمین را خنثی کرده بود و از ایجاد گودال جلوگیری نمود. قدرت تخریب مؤثر آن ۵۰۰ کیلومتر (تخریب ۱۰۰ درصد) و ارتفاع قارچ ایجاد شده از انفجار ۶۸ کیلومتر اندازه گیری شد. این بمب به وسیله یک فروند بمب افکن توپولوف ۹۵ پرتاب شد و برای اینکه بمب افکن بتواند از محل دور شود چتر ۸۰۰ کیلوگرمی به بمب وصل شد و در فاصله ۴۰۰۰ تا ۳۵۰۰ متری از زمین منفجر شد. تا قبل از فروپاشی شوروی کسی قدرت واقعی این بمب را نمی‌دانست و حدود ۵۸ مگاتن تخمین زده میشد، ولی پس از فروپاشی، دولت روسیه قدرت آن را معادل ۵۰ مگاتن TNT اعلام کرد. روسها این بمب را در سال ۱۹۶۱ برای اثبات قدرت و فناوری برتر خود به حریف آمریکایی ساختند و پروژه ساخت آن از ژوئیه همان سال با درخواست شخص نیکیتا خروشچف آغاز شد. ابتدا قرار بود بمب ۱۰۰ مگاتن قدرت انفجاری داشته باشد که به علت نگرانی از انتشار پرتوهای رادیواکتیو و نزدیکی محل انفجار به سواحل شوروی، آن را به نصف یعنی ۵۰ مگاتن کاهش دادند. در ساعت ۱۱:۳۲ دقیقه صبح هواپیما بمب را رها کرد. این بمب ۲۷ تن وزن، ۸ متر طول و ۲ متر قطر داشت. قدرت انفجار بقدری زیاد بود که بمب‌افکن آن را در فاصله ۱۵۷ کیلومتری از محل انفجار به فاصله یک کیلومتر دورتر پرتاب کرد. بمب از ارتفاع ۱۰۵۰۰ متری رها و در ارتفاع ۴۰۰۰ متری منفجر شد. بعد از انفجار, قارچی اتمی تشکیل شد که ۶۴ کیلومتر ارتفاع و ۴۰ کیلومتر عرض داشت و تا ۱۰۰۰ کیلومتری با چشم غیر مسلح قابل مشاهده بود. بعد از این آزمایش می‌توان گفت مقامات غربی را ترس  و لرز فرا گرفت و این اقدام شوروی با واکنشهای مختلف از سوی دولت‌های غربی روبرو شد که امریکا سعی به متهم کردن آن بود. نمونه‌های باقی‌مانده از روکش بمب در موزه تسلیحات هسته‌ای روسیه، ساروف (آرزاماس-۱۶)، و موزه تسلیحات هسته‌ای و مؤسسه تحقیقات فنی فیزیک روسیه، سنژینسک (چلیابینسک-۷۰)، نگهداری می‌شود. این آزمایش که در ۳۰ اکتبر ۱۹۶۱ انجام شد، اصول طراحی جدید را برای بمب های گرما هسته‌ای با بازده بالا تأیید کرد، و همانطور که در گزارش نهایی آن آمده است، امکان طراحی یک دستگاه هسته‌ای عملاً  «با قدرت نامحدود» فراهم شد. این بمب با چتر نجات از یک هواپیمای Tu-95V پرتاب شد و به طور خودکار در ارتفاع ۴۰۰۰ متری (۱۳۰۰۰ فوت) بالای دماغه سوخوی نوس جزیره سورنی، نوایا زملیا، در ۱۵ کیلومتری (۹/۳ مایل) از خلیج میتیوشیکا، در شمال تنگه ماتوخین منفجر شد. این انفجار توسط آژانس های اطلاعاتی ایالات متحده، از طریق یک هواپیمای KC-135A (عملیات سرعت‌نور) در منطقه در آن زمان تحت نظارت بود. یک هواپیمای شناسایی مخفی ایالات متحده به نام "اسپید لایت آلفا" انفجار را زیر نظر داشت و به اندازه ای نزدیک شد که رنگ ضد تشعشع آن سوخته شود. نتایج بهانگ‌متر و سایر داده‌ها نشان می‌دهند که بمب حدود ۵۸ مگاتن برابر (۲۴۳ PJ) بود، که تا سال ۱۹۹۱، زمانی که دانشمندان شوروی فاش کردند که ابزارهای آن‌ها بازدهی ۵۰ مگاتن (۲۰۹ PJ) را نشان می‌داد، عملکرد پذیرفته‌شده در ادبیات فنی بود. از آنجایی که آنها داده های ابزاری و دسترسی به محل آزمایش را داشتند، رقم بازده آنها به عنوان دقیق تر پذیرفته شده است. در تئوری، اگر بمب اورانیوم ۲۳۸ را که در طراحی ظاهر شده بود، اما در آزمایش برای کاهش ریزش رادیواکتیو حذف شده بود، بازدهی بیش از ۱۰۰ مگاتن برابر(418 PJ) داشت.از آنجایی که تنها یک بمب برای تکمیل ساخته شد، این قابلیت هرگز نشان داده نشده است. جعبه های باقی مانده بمب در موزه سلاح اتمی روسیه در ساروف و موزه سلاح های هسته ای، موسسه تحقیقات علمی تمام روسیه فیزیک فنی، در اسنژینسک قرار دارند. بمب تزار اصلاح پروژه قبلی، آران۲۰۲ بود که از یک کیس بالستیک با همان اندازه اما مکانیزم داخلی بسیار متفاوت استفاده می کرد. تعدادی از کتاب‌های منتشر شده، حتی برخی از آن‌هایی که در توسعه محصول ۶۰۲ تألیف شده‌اند، حاوی نادرستی‌هایی هستند که در جاهای دیگر تکرار شده‌اند، از جمله شناسایی اشتباه بمب تزار به‌عنوان آردی‌اس-۲۰۲ یا آراِن۲۰۲.

## اهداف پروژه
در اواسط دهه 
در آن زمان، ایالات متحده برتری بی قید و شرط بر اتحاد جماهیر شوروی در زمینه تسلیحات هسته ای داشت.  اگرچه بارها ترمو بمب های هسته ای قبلاً در این زمان در اتحاد جماهیر شوروی ایجاد شده بود. همچنین، هیچ ابزار مؤثری برای رساندن کلاهک‌های هسته‌ای به ایالات متحده، هم در دهه ۱۹۵۰ و هم در سال ۱۹۶۱ وجود نداشت. بنابراین اتحاد جماهیر شوروی قادر به انجام یک حمله اتمی واقعی تلافی‌جویانه علیه ایالات متحده نبود. با توجه به ضعف استراتژیک واقعی اتحاد جماهیر شوروی در رابطه با دارایی های تسلیحات هسته ای آمریکا، سیاست خارجی و ملاحظات تبلیغاتی در دوران رهبری گئورگی مالنکوف و نیکیتا خروشچف، پاسخی به باج خواهی هسته ای آمریکا کرد. ایجاد بمب تزار نشان دهنده یک حالتی از بلوف به منظور حفظ مفهوم بازدارندگی هسته ای بود. همچنین، در ۲۳ ژوئن ۱۹۶۰، قطعنامه شورای وزیران اتحاد جماهیر شوروی در مورد ایجاد یک موشک بالستیک فوق سنگین N-1 (شاخص GRAU - 11A52) با کلاهک به وزن ۷۵ تن (۸۳ تن کوتاه) صادر شد. برای ارزیابی مقایسه ای، وزن کلاهک آزمایش شده در سال ۱۹۶۴ توسط یو-آر-۵۰۰ و آی‌سی‌بی‌اِم ۱۴ تن (۱۵ تن کوتاه) بود. توسعه طرح های جدید مهمات هسته ای و گرما هسته ای نیاز به آزمایش دارد.  عملکرد دستگاه، ایمنی آن در شرایط اضطراری و میزان آزادسازی انرژی محاسبه شده در هنگام انفجار نیز باید بررسی، تجزیه و تحلیل و در نهایت تأیید می شد.

## نامگذاری
این بمب به طور رسمی به عنوان "محصول 602"(изделие 602)یا"AN602"شناخته می شد و با نام رمز "ایوان" نیز شناخته می شد. استفاده از نام های مختلف می تواند منبع سردرگمی باشد. بمب تزار، که اصلاحی از RN202 است، گاهی به اشتباه به عنوان RDS-37، RDS-202 یا PH202 (محصول 202) برچسب گذاری می شود. همچنین در تعدادی از نشریات نسبتاً اخیر غربی به آن RDS-220 اشاره شده است. به طور غیررسمی، بمب بعداً به عنوان "تزار بمبا" و "مادر کوزکا" (Кузькина мать، Kuz'kina mat') شناخته شد. نام تزار بمبا (که به معنای امپراتور بمب‌ها ترجمه می‌شود) از کنایه‌ای به دو اثر تاریخی دیگر روسی به نام‌های توپ تزار و زنگ تزار می‌آید که هر دو به عنوان نمایشی ساخته شده‌اند اما اندازه بزرگ آن‌ها را برای استفاده واقعی غیرعملی می‌کند. به نظر نمی رسد نام "تزار بمبا" تا قبل از دهه ۱۹۹۰ برای این سلاح استفاده شده باشد. نام "مادر کوزکا" از بیانیه خروشچف به معاون رئیس جمهور وقت ایالات متحده، ریچارد نیکسون الهام گرفته شده است: "ما بودجه ای در اختیار داریم که عواقب ناگواری برای شما خواهد داشت. ما مادر کوزکا را به شما نشان خواهیم داد! آژانس اطلاعات مرکزی (سیا) با استفاده از طرح شمارش جوء که با RDS-1 در سال ۱۹۴۹ آغاز شد، این آزمایش را به عنوان "جوء ۱۱۱" تعیین کرد.

## توسعه

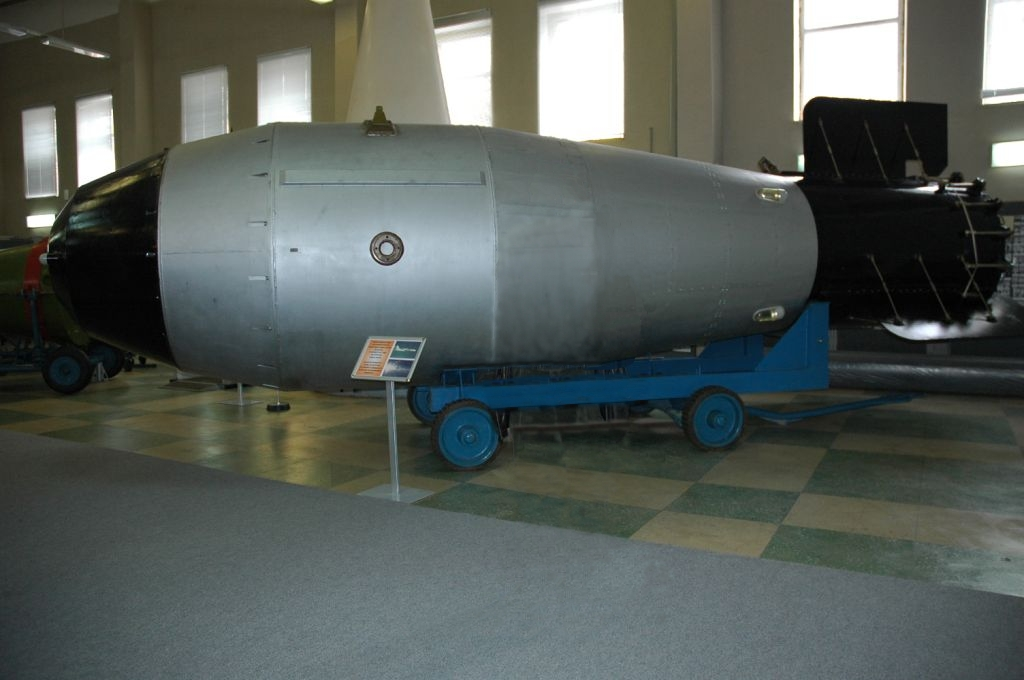
محفظه ای ماکتی-نمایشی از بمب تزار که در موزه بمب اتمی ساروف در ساروف در روسیه به نمایش گذاشته شده است

ساخت بمب فوق قدرتمند در سال ۱۹۵۶ آغاز شد و در دو مرحله انجام شد. در مرحله اول، از سال ۱۹۵۶ تا ۱۹۵۸، "محصول ۲۰۲" بود که در NII-۱۰۱۱ اخیرا ایجاد شده است. نام مدرن NII-۱۰۱۱ "مرکز هسته ای فدرال روسیه یا موسسه تحقیقات علمی تمام روسیه فیزیک فنی" (RFNC-VNIITF) است. بر اساس تاریخ رسمی مؤسسه، دستور ایجاد یک پژوهشکده در سیستم وزارت ماشین سازی متوسط در ۵ آوریل ۱۹۵۵ به امضا رسید. کار در NII-۱۰۱۱ کمی بعد شروع شد. در مرحله دوم توسعه، از سال ۱۹۶۰ تا یک آزمایش موفقیت آمیز در سال ۱۹۶۱، بمب "اقلام ۶۰۲" نامیده شد و در KB-۱۱ (وی‌اِن‌آی‌آی‌ای‌اف) توسعه یافت، به کل در حال توسعه بود، و علاوه بر او، طرح فیزیکی توسط آندری ساخاروف، یون اسمیرنوف و یو تروتنف در حال پایه گذاری بود.

### محصول ۲۰۲
پس از آزمایش موفقیت آمیز آردی‌اِس-۳۷، کارمندان کابِ-۱۱ (ساخاروف، زلدویچ و دوویدنکو) یک محاسبات اولیه را انجام دادند و در ۲ فوریه ۱۹۵۶، یادداشتی را با پارامترهای هزینه به نیکولای ایوانو پاولوف تحویل دادند.  ۱۵۰ مگاتن (۶۲۸ Pj) و امکان افزایش قدرت به ۱ گیگاتن تی ان تی! (4.2 EJ) پس از ایجاد دومین مرکز هسته ای در سال ۱۹۵۵ - NII-۱۰۱۱، در سال ۱۹۵۶، با مصوبه شورای وزیران، این مرکز وظیفه توسعه شارژ فوق العاده پرقدرت را به عهده گرفت که به نام "پروژه ۲۰۲" نامیده شد.  
در ۱۲ مارس همان سال، پیش نویس قطعنامه مشترک کمیته مرکزی حزب کمونیست اتحاد جماهیر شوروی (کمیته مرکزی CPSU) و شورای وزیران اتحاد جماهیر شوروی در مورد تهیه و آزمایش محصول ۲۰۲ به تصویب رسید. این پروژه برنامه ریزی کرد تا نسخه ای از آردی‌اِس-۳۷ را با ظرفیت ۳۰ مگاتن(۱۲۶ PJ) توسعه دهد. RDS-۲۰۲ با حداکثر آزادسازی توان محاسبه شده ۵۰ مگاتن (۲۰۹ PJ)، با قطر ۲.۱ متر (۶ فوت ۱۱ اینچ)، طول ۸ متر (۲۶ فوت)، وزن ۲۶ تن (۲۹ تن کوتاه) طراحی شده است.  با یک سیستم چتر نجات و از نظر ساختاری با هواپیمای حامل Tu-95-202 که مخصوصاً برای استفاده از آن ساخته شده است، هماهنگ شده بود. در ۶ ژوئن ۱۹۵۶، گزارش NII-۱۰۱۱ دستگاه گرما هسته‌ای RDS-۲۰۲ را با قدرت طراحی تا ۳۸ مگاتن (۱۵۹ PJ) با وظیفه مورد نیاز ۲۰-۳۰ مگاتن (۸۴-۱۲۶ PJ) توصیف کرد. در واقع، این دستگاه با قدرت تخمینی ۱۵ مگاتن (۶۳ PJ) توسعه داده شد، پس از آزمایش محصولات "۴۰جی‌اِن"، "۲۴۵" و "۲۰۵" تست‌های آن نامناسب تشخیص داده شد و لغو شد. بمب تزار با طراحی اصلی خود - آراِن۲۰۲ - در چندین مرحله و فرآیند متفاوت است. بمب تزار یک بمب سه مرحله‌ای با طراحی مرحله دوم و سوم تروت‌نو-بابائو بود، با بازده ۵۰ مگاتن! این انرژی معادل ۱۵۷۰ برابر انرژی ترکیبی بمب‌هایی است که هیروشیما و ناکازاکی را ویران کردند!! ۱۰ برابر انرژی ترکیبی همه مواد منفجره معمولی مورد استفاده در جنگ جهانی دوم، یک چهارم بازده تخمینی سال ۱۸۸۳. فوران کراکاتوآ، و ۱۰ درصد از بازده ترکیبی همه آزمایش‌های هسته‌ای دیگر تا به کنون! یک بمب هیدروژنی سه مرحله‌ای از یک بمب اولیه شکافت برای فشرده‌سازی یک ثانویه هسته‌ای استفاده می‌کند، مانند بیشتر بمب‌های هیدروژنی، و سپس از انرژی حاصل از انفجار برای فشرده‌کردن یک مرحله گرما هسته‌ای بسیار بزرگ‌تر استفاده می‌کند. شواهدی وجود دارد مبنی بر اینکه بمب تزار دارای چندین مرحله سوم به جای یک مرحله بسیار بزرگ است. RDS-۲۰۲ بر اساس اصل انفجار تشعشع مونتاژ شد، که قبلا در هنگام ایجاد RDS-۳۷ آزمایش شده بود. از آنجایی که از یک ماژول ثانویه بسیار سنگین‌تر از RDS-۳۷ استفاده می‌کرد، نه یک، بلکه دو ماژول اصلی (شارژ) که در دو طرف مخالف ماژول ثانویه قرار داشتند، برای فشرده‌سازی آن استفاده شد. این طرح شارژ فیزیکی بعدها در طراحی AN-۶۰۲ مورد استفاده قرار گرفت، اما خود شارژ حرارتی AN-۶۰۲ (ماژول ثانویه) جدید بود.  شارژ حرارتی RDS-202 در سال ۱۹۵۶ تولید شد و برای آزمایش در سال ۱۹۵۷ برنامه ریزی شد، اما آزمایش نشد و در انبار قرار گرفت. دو سال پس از ساخت RDS-202، در ژوئیه ۱۹۵۸، تصمیم گرفته شد که آن را از انبار خارج کرده، برچیده و از واحدهای اتوماسیون استفاده و قطعات را برای کارهای آزمایشی شارژ کند (دستور شماره ۲۷۷ وزارت ماشین سازی متوسط به تاریخ ۲۳ می. ۱۹۵۷). کمیته مرکزی CPSU و شورای وزیران اتحاد جماهیر شوروی پیش نویس قطعنامه مشترکی را در ۱۲ مارس ۵۶ در مورد تهیه و آزمایش izdeliye ۲۰۲ به تصویب رساندند که به شرح مختصری بود.